# Viciria chrysophaea
Viciria chrysophaea es una especie de araña saltarina del género Viciria, familia Salticidae. Fue descrita científicamente por Simon en 1903.
Habita en Gabón.